# Liposthey
Liposthey – miejscowość i gmina we Francji, w regionie Nowa Akwitania, w departamencie Landy.
Według danych na rok 1990 gminę zamieszkiwały 302 osoby, a gęstość zaludnienia wynosiła 13 osób/km² (wśród 2290 gmin Akwitanii Liposthey plasuje się na 878. miejscu pod względem liczby ludności, natomiast pod względem powierzchni na miejscu 423.).